# Števerjanski vestnik
Števerjanski vestnik je glasilo, ki ga izdaja SKPD - Slovensko katoliško prosvetno društvo Frančišek Borgia Sedej iz Števerjana. Prva številka je bila izdana 12. januarja 1969, saj so si nekaterih mladi člani društva SKPD F. B. Sedej želeli zapisati kulturne, politične in aktualne dogodke lokalnega okolja. V prvih desetih letih je bilo glasilo mesečnik, saj so ga vaščani zelo dobro sprejeli in podpirali. Tiskali so ga na ciklostilu v župnijšču. Izhajanje vestnika je bilo od vsega začetka osnovano na prostovoljnem delu članov društva, v vlogi glavnega urednika se je zvrstilo več Števerjancev, s pisanjem je sodelovalo mnogo mladih piscev, ki so oblikovali prispevke o vaškem življenju. Ideja o glasilu se je takrat porodila pod predsedovanjem društva Dominika Humarja, v uredniškem odboru so bili Mirko Humar, Marjan Terpin, Edvard Hlede in Boris Hladnik.
Števerjanski vestnik izhaja še danes in sicer štirikrat na leto, ureja ga uredniški odbor mladih članov društva F. B. Sedej in ga prebirajo tudi Števerjanci, ki so se iz rojstne vasi izselili in se tako lahko seznanijo z dogajanjem v briški občini. Vsaka številka ima naklado med 500 in 600 primerkov in ga pošiljajo na dom raznim naročnikom v Števerjan, Gorico, videmsko pokrajino, Trst, Italijo, Slovenijo in ZDA. Glasilo pušča tudi zelo pomemben zgodovinski pečat, saj kronološko beleži dogodke kulturnega, gospodarskega, verskega in družbeno-političnega značaja. Ob svetovni epidemiji Covida je Števerjanski vestnik, zaradi izrednih razmer, izšel le v digitalni obliki.
Ob 50-letnici neprekinjenega izhajanja leta 2019 je Števerjanski vestnik prejel priznanje Kazimir Humar.